# Gládkovskaya
Gladkovskaya (del ruso: Гладковская) es una stanitsa del raión de Krymsk del krai de Krasnodar, en Rusia. Está situada en la cabecera boscosa (robles y carpes) del río Psebeps, tributario del río Adagum, afluente por la izquierda del río Kubán, en las estribaciones más occidentales del Cáucaso, 22 km al oeste de Krymsk y 99 km al oeste de Krasnodar. Tenía 298 habitantes en 2010
Pertenece al municipio Keslerovskoye.

## Historia
La localidad fue fundada en 1899 como jútor Novo-Blagovéshchenski por colonos cosacos del jútor Blagovéshchenski (actual Blagovéshchenskaya). En 1912 la localidad recibe el estatus de stanitsa y el nombre actual en homenaje a Osip Gladki, koshovyi otamán del Sich del Danubio y atamán de la Hueste de cosacos de Azov.